# Chuck Hagel
Charles Timothy (Chuck) Hagel (North Platte (Nebraska), 4 oktober 1946) is een Amerikaans politicus van de Republikeinse Partij. Namens de staat Nebraska was hij van 2001 tot 2009 lid van de Senaat. Tussen 2013 en 2015 was hij minister van Defensie in het kabinet van president Barack Obama.

## Biografie
Hagel diende een jaar in het Amerikaanse leger tijdens de Vietnamoorlog, waarvoor hij meerdere keren werd onderscheiden. Daarna werkte Hagel als journalist en behaalde een graad aan de Universiteit van Nebraska (1971).
In 1996 werd Hagel verkozen tot de Amerikaanse Senaat. Hij haalde toen 54% van de stemmen. In 2002 werd hij herkozen, ditmaal met 83% van de stemmen.
In februari 2013 werd Hagel minister van Defensie in de tweede ambtstermijn van de Democratische president Barack Obama. Hiermee volgde Hagel Leon Panetta op, die met pensioen ging. De benoeming van Hagel was niet onomstreden. Op 12 februari keurde de Amerikaanse Senaatscommissie voor Defensie de benoeming van Hagel goed met 14 stemmen voor en 11 tegen. Op 14 februari 2013 blokkeerden de Republikeinen in de Senaat de benoeming van Hagel. Hierdoor moest de Amerikaanse Senaat na 25 februari 2013 de benoeming opnieuw behandelen. Op 26 februari 2013 stemde de senaat met 58 stemmen voor de benoeming; 41 senatoren stemden tegen.
Op 24 november 2014 werd het aftreden van Hagel aangekondigd.

## Standpunten
Chuck Hagel was de eerste Republikeinse Senator die kritiek uitte op het Irak-beleid van president Bush. In augustus 2005 meende Hagel dat de Irakoorlog steeds meer op die van Vietnam begon te lijken. Een tijdje later zou Hagel ook als eerste Republikeinse senator voor het terugtrekken van de Amerikaanse troepen uit Irak zijn.
- Gemeinsame Normdatei: 132651726
- International Standard Name Identifier: 0000 0000 7876 7149
- Library of Congress Control Number: n82051650
- Nationale Bibliotheek van Israël: 987007364941505171
- SNAC: w6n11wr2
- Système universitaire de documentation: 120576376
- Biographical Directory of the United States Congress: H001028
- Virtual International Authority File: 25945973
- WorldCat: E39PBJjhxfRKBC7xcJVbjY4jG3